# 고프르 푸레
고프르 푸레(프랑스어: gaufre fourrée) 또는 고프르 푸레 릴루아즈(프랑스어: gaufre fourrée lilloise)은 릴을 비롯한 프랑스 노르주 지역의 와플이다. "고프르 푸레"는 "채운 와플"이라는 뜻이며, 구워진 와플에 카소나드(황설탕)와 바닐라를 채워 내기 때문에 이런 이름이 붙었다.

## 사진

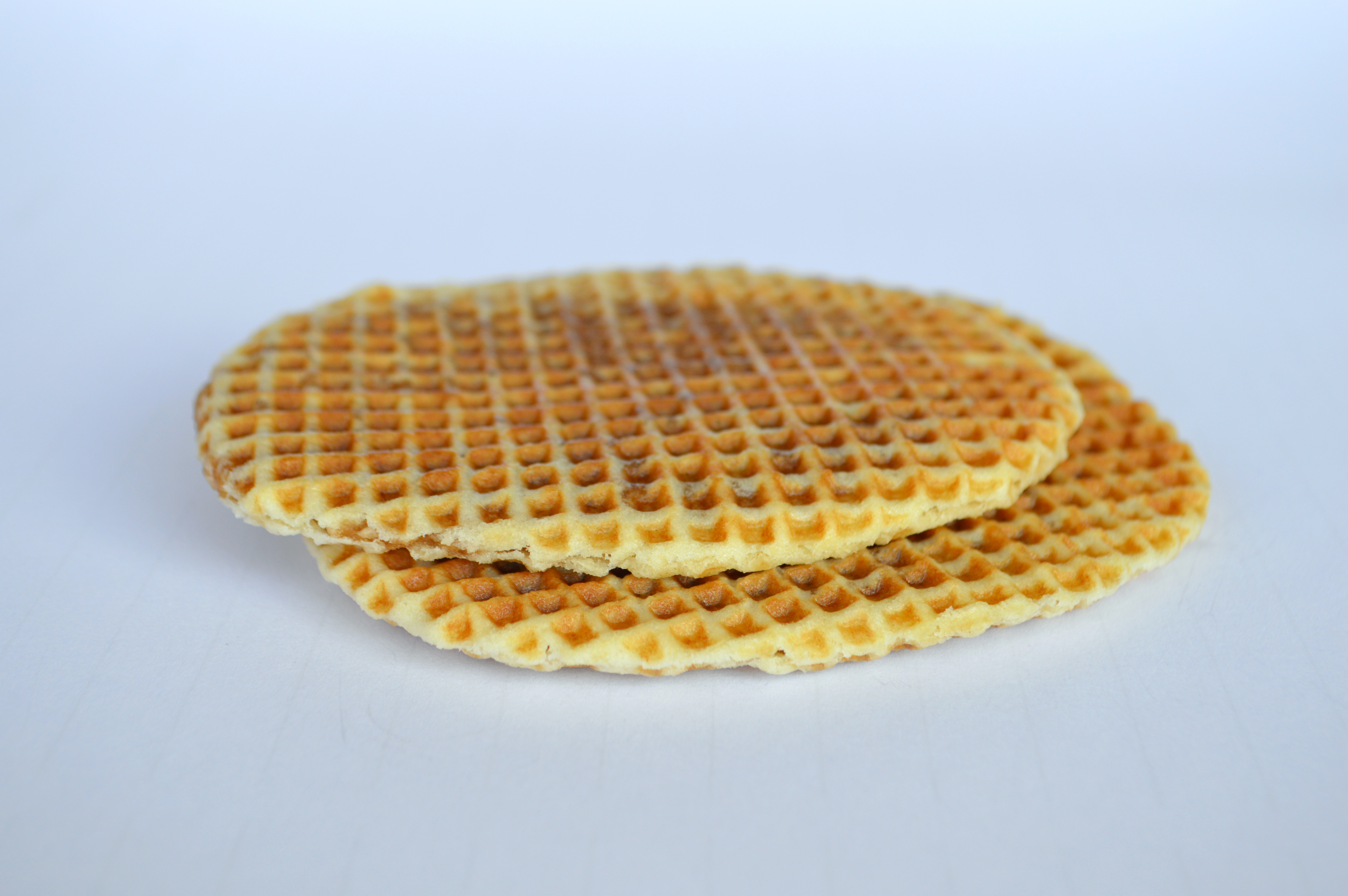
카소나드를 채운 고프르 푸레

## 같이 보기
- 스트로프바펄